# Вновь-Юрмытское
Вновь-Юрмытское — село в Талицком городском округе Свердловской области России.

## География
Находится на расстоянии 30 километров (по дорогам — в 38 километрах) к северо-западу от города Талицы, в междуречье Юрмыча (левого притока реки Пышмы) и его левого притока — реки Боровушки. Местность низменная, болотистая и лесистая, поэтому не совсем здоровая.  

## История
В различных источниках указываются близкие датировки основания села. По одной из версий, поселение было основано в 1646 году казаками из казанских мест, переселившимися в Сибирь. По другой, основано не ранее 1665 года пашенными крестьянами, выходцами с Русского Севера, как Архангельский погост в черте Киргинской слободы Тобольского уезда. При этом, жители села ведут отсчёт истории с 1677 года, отмечая день села 20 августа.
Книга "Приходы и церкви Екатеринбургской" также относит основание села ко второй половине XVII столетия, когда здесь поселились выходцы из центральных губерний России. Основанный ими посёлок относился к приходу Богородицкой церкви села Юрмытского, что видно из поручных записей церкви. После строительства Михаило-Архангельской церкви в середине XVIII века, село стало центром отдельного прихода и получило название Вновь-Юрмыцкое или Ново-Юрмыцкое, для отличия от «старого» Юрмыцкого, к которому относилось ранее. Кроме села, в приход входило 8 деревень: Заречная, Пульникова, Бубеньщикова, Панова , Калачникова, Боровая, Кокуйская и Серкова. В начале XX века жители села — все православные крестьяне, занимающиеся исключительно земледелием.

### Михаило-Архангельская церковь
Первый деревянный храм во имя Архистратига Михаила был построен не ранее 1665 года. Снесённая в советское время каменная церковь села сохранила первоначальное посвящение главного престола в честь Архистратига Михаила.
Первый деревянный храм был, по всей вероятности, построен во второй половине XVIII века, но в 1780 году, вероятно сгорел, а на его месте стоит каменный памятник. В 1780 году вблизи первого храма был заложен новый деревянный однопрестольный храм, а в 1782 году был окончен постройкой на средства прихожан и в 1782 году был освящён во имя архистратига Михаила. С южной стороны был пристроен придел, который в 1795 году освящён во имя святителя Николая, Мирликийского чудотворца. В храме этом служение продолжалось до 1815 года. В 1812 году заложена по благословению Преосвященного Иустина, Епископа Пермского и Екатеринбургского, каменная, двухэтажная, четырёхпрестольная церковь, на внутреннюю отделку был употреблён лес от разобранного в 1814 году придела деревянного храма. Левый нижний придел церкви освящён во имя святых Афанасия и Кирилла, патриархов Александрийских, 17 января 1815 года. Нижний храм освящён во имя архангела Михаила в 1821 году. Правый нижний придел освящён в честь Благовещения Пресвятой Богородицы в 1867 году. Верхний храм был освящён во имя святого Николая, архиепископа Мирликийского в 1833 году. Церковь была закрыта в 1936 году, а в советское время снесена.

## Население
| 2002 | 2010 | 2021 |
| ---- | ---- | ---- |
| 910  | ↘783 | ↘621 |

## Инфраструктура
В 1900 году в селе уже существовала земская школа.  
В селе работает крупнейший в Талицком городском округе кооператив «Заря», школа, клуб, магазины, детсад, больница, МТМ, почта, пекарня, лесничество, заготконтора, подстанция. Имеется парк военной славы,  установлена первая в Талицком городском округе многофункциональная спортивная площадка. Действует церковь.

## Транспорт
Через село проходит автодорога Панова — Серкова. Заречная-Боровая.